# Palha de madeira

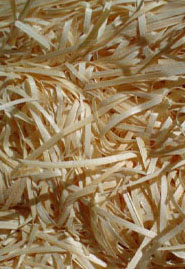

Palha de madeira é um tipo de palha produzida a partir de pedaços ou sobras de madeira principalmente de pinheiro e eucalipto.
É um material resiliente de origem natural apresentado sob forma tiras ou fitas com menos de 1 mm de espessura produzidas através de processo de cepilhamento. As medidas podem variar de 2 a 6 mm de largura por 100 a 150 mm de comprimento.

## Aplicações
Por suas características físicas e por se tratar de material relativamente econômico é largamente utilizado no transporte de objetos frágeis como porcelanas, vidros e componentes industriais.
No Brasil, é utilizada como proteção mecânica no transporte de frutas a granel como o abacaxi, melão, melancia e mamão. A palha utilizada neste caso normalmente é úmida e larga (5 a 6mm).
Para o artesanato e decoração, a palha passa por um processo de secagem para que não desenvolva fungos e microorganismos na sua superfície, evitando assim a deterioração precoce do material. Pode ser tingida de várias cores e para uma maior maleabilidade é cortada mais fina (2 a 3mm).

### Usos
- Embalagem
- Decoração
- Fabricação de chapas de madeira e cimento
- Forração para animais
- Isolamento térmico e acústico
- Biocombustível

## Outros nomes
- Lã de madeira
- Cepilho